# 黑背項鰭魚
黑背項鰭魚，為輻鰭魚綱鱸形目隆頭魚亞目隆頭魚科的其中一種，分布於中西太平洋區的關島及塞班島海域，體長可達19公分，棲息在沙底質開放海域，受驚嚇時會躲於沙中，生活習性不明。

## 擴展閱讀
維基物種上的相關：黑背項鰭魚